# Riccarda di Sualafeldgau
Riccarda di Sualafeldgau, in tedesco Richardis e chiamata anche Richwara, (945/950 – 8 luglio 994) fu margravina d'Austria dal 976 alla morte come consorte del primo margravio della dinastia Babenberg Leopoldo I.

## Biografia
La discendenza di Riccarda è oggetto di dibattito: forse era una figlia del conte Ernst IV di Sualafeldgau, della stirpe degli Ernestini, proveniente dalla Franconia, o potrebbe essere stata una figlia del conte della dinastia degli Azzoni Erenfried II e di sua moglie Richwara di Zülpichgau. Probabilmente era anche imparentata con Adalberone di Eppenstein, duca di Carinzia dal 1011/12 al 1035.
Riccarda sposò Leopoldo I (940 circa  -994) in una data sconosciuta. Suo marito fu nominato margravio d'Austria dall'imperatore Ottone II il 21 luglio 976, dopo la deposizione del margravio Burcardo.
Morì nel 994, secondo diversi necrologi lo stesso giorno in cui suo marito fu ucciso in un torneo a Würzburg.

## Figli
- Enrico I († 1018), successe a suo padre come margravio[2];
- Judith (Judita);
- Ernesto I (morto nel 1015), divenne duca di Svevia nel 1012[2];
- Adalberto (985-1055), succedette al fratello maggiore Enrico come margravio[2];
- Poppo (986–1047), arcivescovo di Treviri[2];
- Cunigunda;
- Emma, che sposò il conte Rapoto della dinastia degli Andechs;
- Cristina, suora a Treviri.